# Утценсторф
Утценсторф (нім. Utzenstorf) — громада  в Швейцарії в кантоні Берн, адміністративний округ Емменталь.

## Географія
Громада розташована на відстані близько 22 км на північний схід від Берна.
Утценсторф має площу 16,9 км², з яких на 12,8% дозволяється будівництво (житлове та будівництво доріг), 59,4% використовуються в сільськогосподарських цілях, 26,8% зайнято лісами, 1,1% не є продуктивними (річки, льодовики або гори).

## Демографія
2019 року в громаді мешкало 4376 осіб (+7,2% порівняно з 2010 роком), іноземців було 9,1%. Густота населення становила 258 осіб/км².
За віковим діапазоном населення розподілялося таким чином: 20% — особи молодші 20 років, 59,3% — особи у віці 20—64 років, 20,7% — особи у віці 65 років та старші. Було 1963 помешкань (у середньому 2,2 особи в помешканні).
Із загальної кількості 1634 працюючих 108 було зайнятих в первинному секторі, 653 — в обробній промисловості, 873 — в галузі послуг.